# Cliona schmidti
Cliona schmidti är en svampdjursart som först beskrevs av Ridley 1881.  Cliona schmidti ingår i släktet Cliona och familjen borrsvampar. Inga underarter finns listade i Catalogue of Life.